# Матадор (фільм, 1986)
«Матадор» (ісп. Matador) — художній фільм іспанського режисера Педро Альмодовара, який вийшов на екрани в 1986 році. Сам режисер вважає цю роботу (як і «Кіка») слабким місцем у своїй фільмографії.
Альмодовар працював над «Матадором» і «Законом бажання» майже одночасно. Він визнає численні перекликання між цими проєктами. Це перші фільми режисера, в яких на передній план замість жіночих виходять чоловічі образи.

## Сюжет
Матадор поранений биком і більше не може вбивати на арені. Це лише один недолік, крім багатьох інших, з якими несподівано стикаються декілька персонажів.

## У ролях
- Ассумпта Серна — Марія Карденаль
- Антоніо Бандерас — Анхель
- Начо Мартінес — Дієго
- Єва Кобо — Єва
- Хульєта Серрано — Берта
- Чус Лампреаве — Пілар
- Кармен Маура — Джулія
- Еусебіо Понсела — комісар
- Бібі Андерсен — торговка квітами